# Curanto

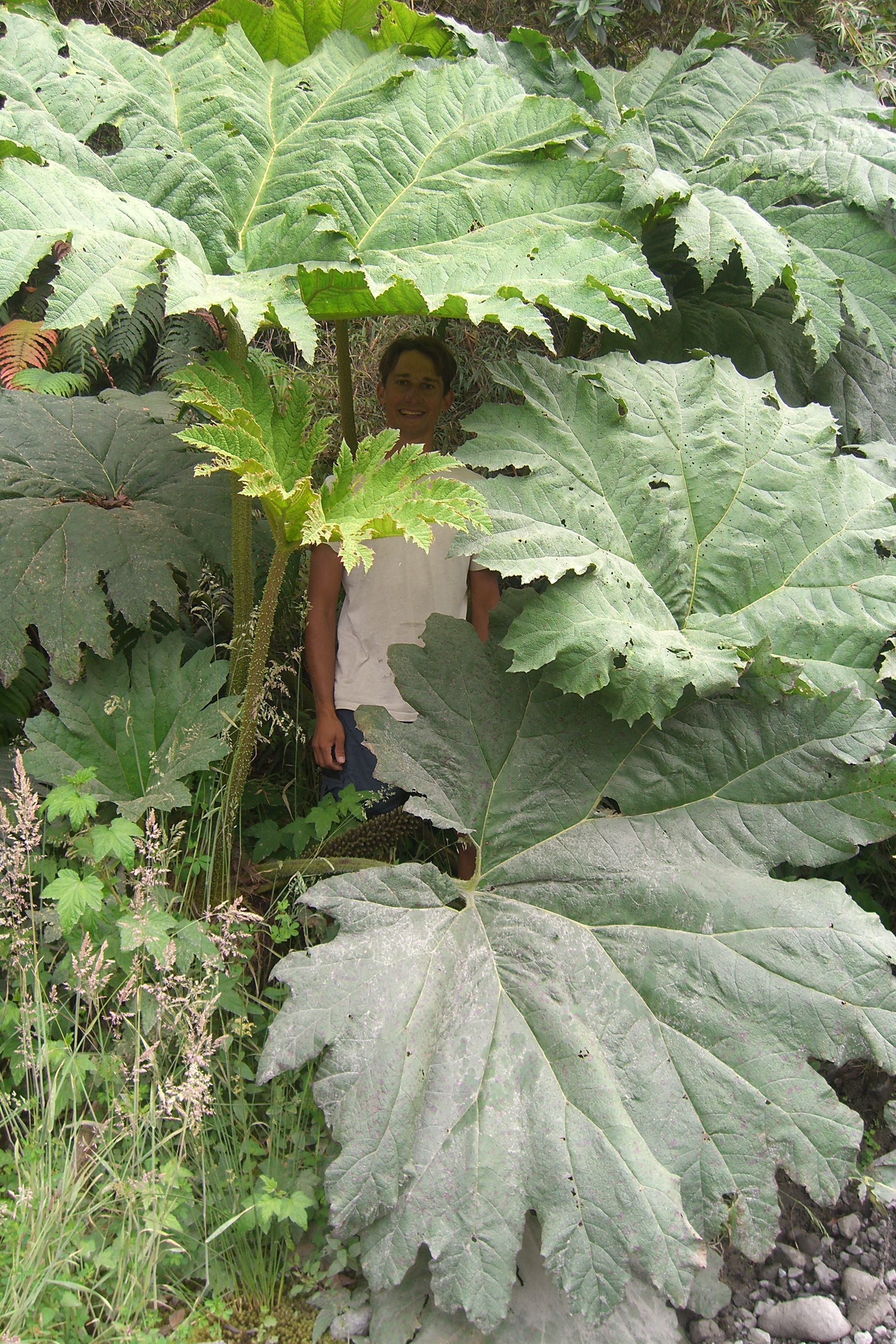
Hojas de pangue o nalca, necesarias para cubrir el curanto.

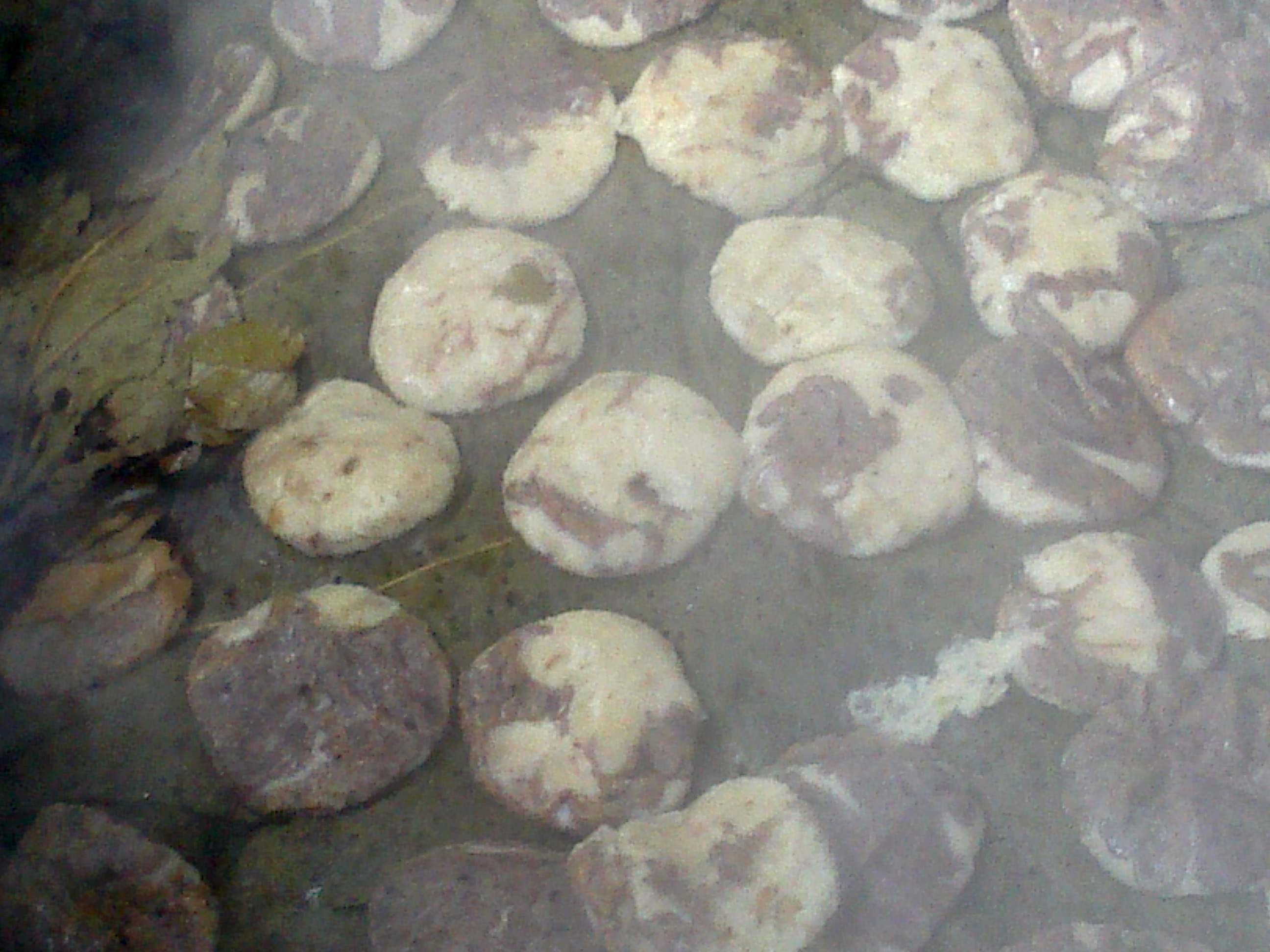
Chapaleles en un curanto al hoyo recién destapado. El color violáceo se debe a los pangues (Gunnera tinctoria).

El curanto (del mapudungún: kurantu ‘pedregal’) es un método tradicional de cocinar alimentos originario del archipiélago de Chiloé, y que utiliza piedras calientes en un hoyo que se tapa con hojas de pangue y tepes. Los componentes fundamentales son los mariscos, las papas, junto con otras preparaciones tradicionales de la misma zona como el milcao y el chapalele, a las que se añaden carnes, embutidos y a veces crustáceos.
Forma parte de la gastronomía de Chile, y es uno de los platos más reconocidos de la cocina tradicional chilota cuya data más antigua de restos arqueológicos se remontaría a más de once mil años antes del presente en la isla Grande, existiendo también hallazgos de menor data en zonas del borde costero del Seno de Reloncaví, el mar interior de Chiloé y los canales patagónicos septentrionales. Además, gracias al flujo migratorio de fines del siglo XIX y principios del siglo XX, se difundió por el sur de ese país.
Aunque su preparación ha sido documentada en diversos relatos etnográficos desde el siglo XVI, tradicionalmente en la gastronomía del archipiélago de Chiloé se prepara al aire libre y recibe el nombre de «curanto en hoyo», pues está hecho en un pozo cavado en la tierra, aproximadamente de medio metro de profundidad; el fondo se cubre con piedras, que se calientan en una fogata. Cuando están al rojo vivo, se retiran los tizones y se comienza a colocar los ingredientes.

## Historia
Existen diversas evidencias arqueológicas de la existencia de esta técnica culinaria que se remontarían a los primeros ocupantes de América del Sur. Los rastros más antiguos de un curanto al hoyo fueron encontrados en la zona norte de la isla Grande, en lo que hoy es Ancud, y cuya una data de alrededor de 11 525 ± 90 años AP (sin calibrar) en el sitio denominado Ancud 078.2 ubicado en el sector rural Punta Arenas, península de Lacuy.
Otro hallazgo se encuentra en el sitio arqueológico Puente Quilo 1 denominado Ancud 031, lugar donde se encontraron restos óseos de siete personas, artefactos, alimentos; el lugar ha sido datado en un rango entre los 6150 a 4500 años AP.

## Preparación
La preparación del curanto en hoyo toma bastante tiempo, lo que puede constituir un evento social en sí mismo, sobre todo si se tiene en cuenta que el trabajo que demanda hacerlo requiere la participación de alrededor de cinco o más personas. Además del hoyo que previamente se debe haber hecho, se debe haber buscado y lavado piedras de tamaño regular y, ya cortadas, las hojas de pangue que se usarán. También ya se han seleccionado y limpiado los mariscos que se usarán, y los productos de papa: el milcao y el chapalele. Una vez calientes las piedras, se retira el fuego. Comienza el armado del curanto y su sellado con hojas de pangue y una capa de tierra, para permitir una cocción al vapor y con toques de ahumado. El momento en que se retira el fuego y se ponen las capas de alimentos a cocer, debe ser rápido para evitar la pérdida de calor de las piedras, y comúnmente se trabaja en equipo coordinado.
La otra forma de preparación se denomina «curanto en olla», porque se prepara en una olla y, junto con ser más sencillo, se puede conservar el caldo de la cocción, que luego se sirve en un recipiente junto al plato de curanto. Otro nombre del curanto en olla es «pulmay», porque guarda cierta semejanza con una sopa chilota que lleva ese nombre.
Se colocan los mariscos (ocasionalmente también distintos tipos de pescado), carne, papas, longanizas, chapaleles, milcaos y legumbres de haba y arveja. Cada capa de ingredientes se cubre con las grandes hojas de una planta llamada pangue o nalca, o en su defecto, con hojas de repollo. Todo esto se cubre con tierra, tepes y sacos mojados, a modo de una gran olla a presión, en la que se cuecen los alimentos durante una hora o un poco más.

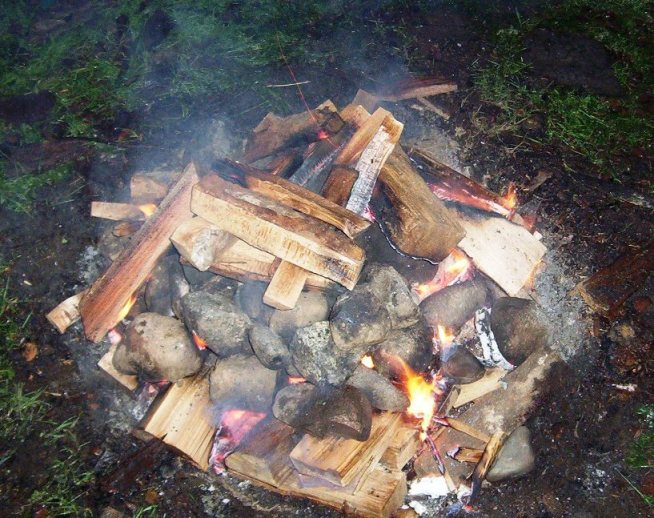
Se reúne leña seca.
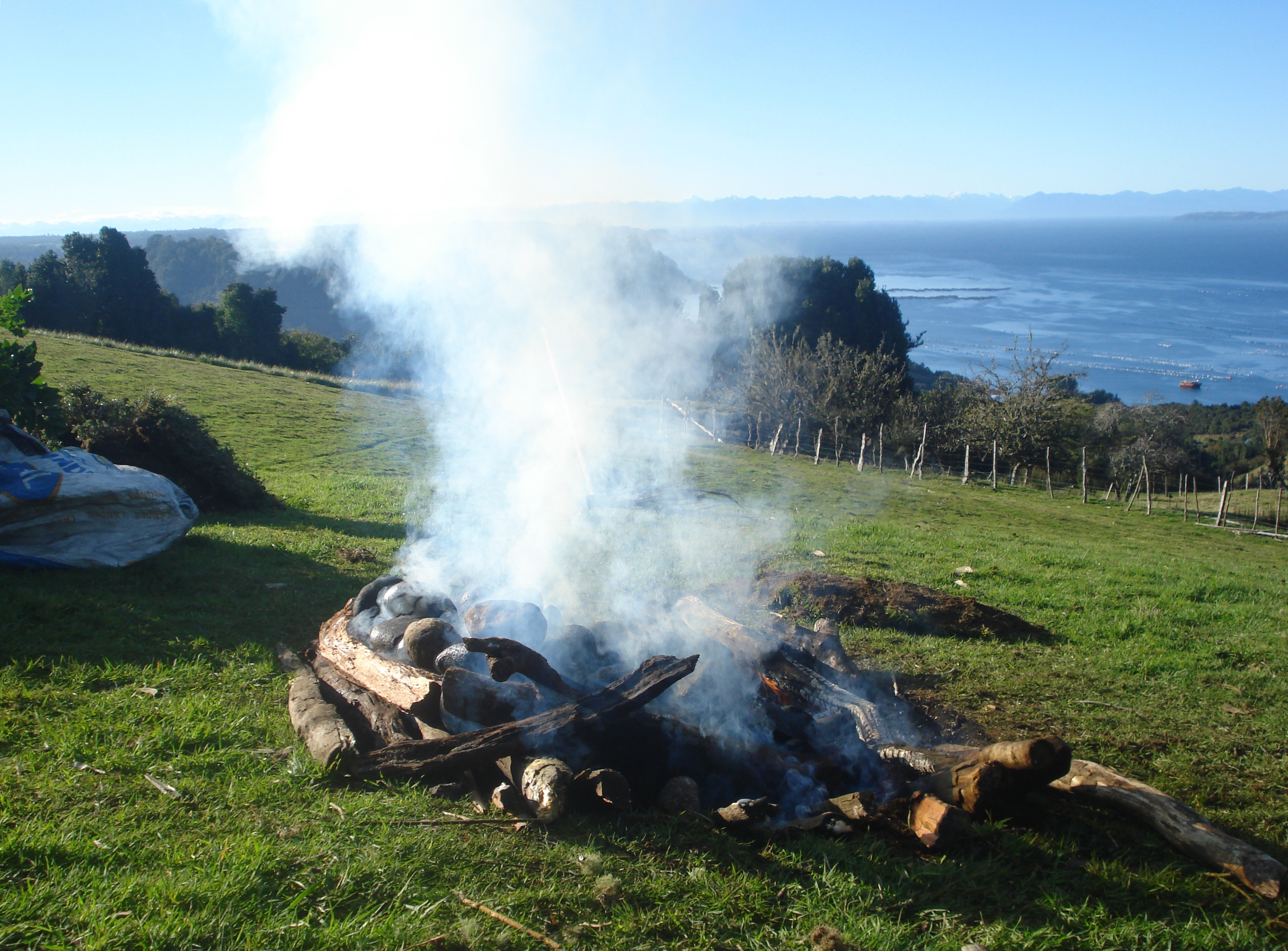
Se enciende sobre las piedras.
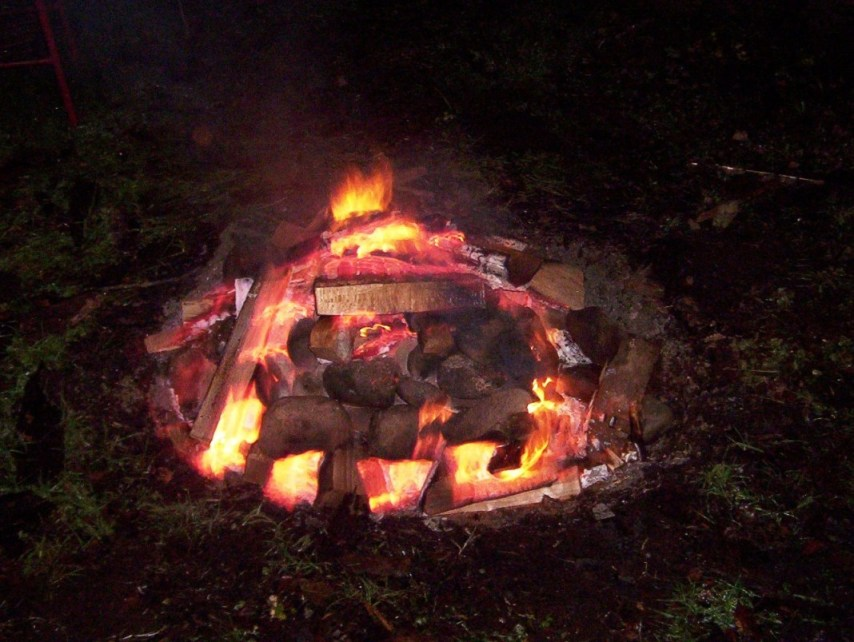
Se espera a que caliente las piedras.
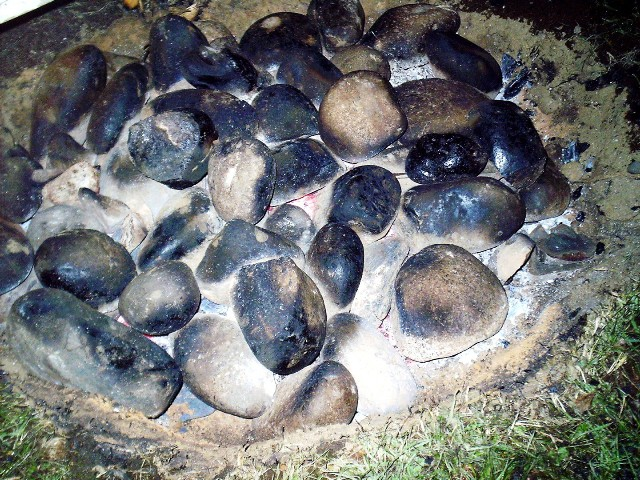
Se retiran las brasas.
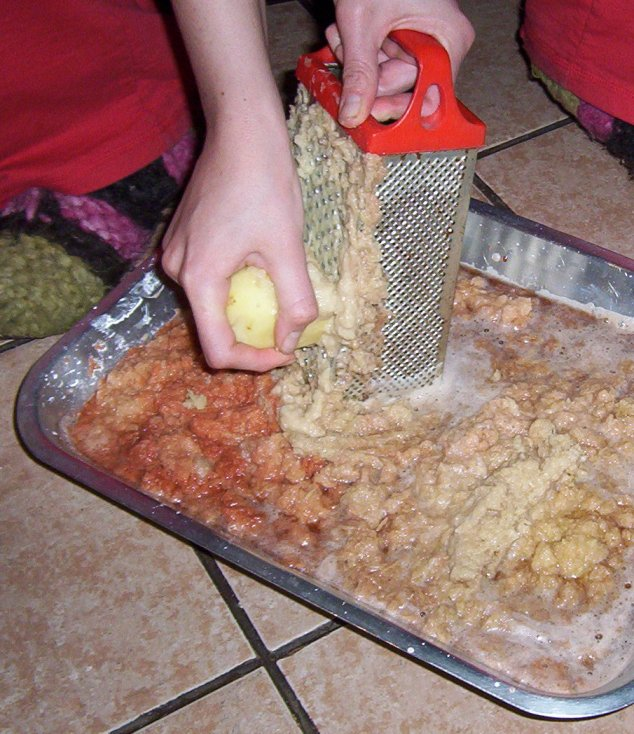
Simultáneamente se rallan las papas.
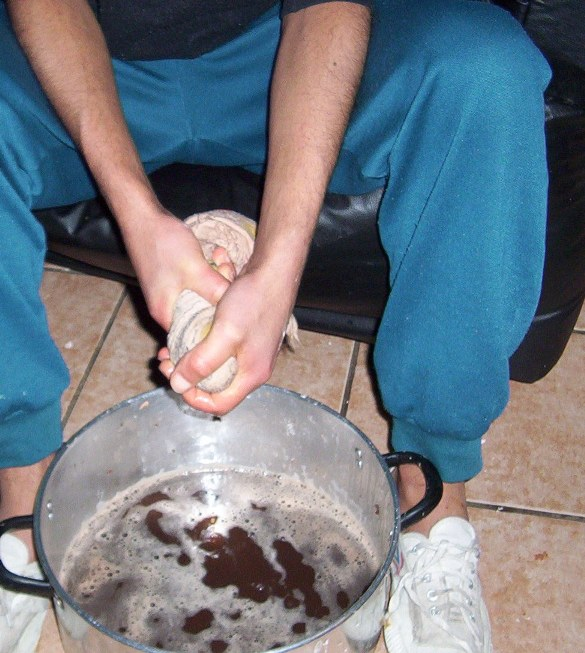
Se forman los milcaos.
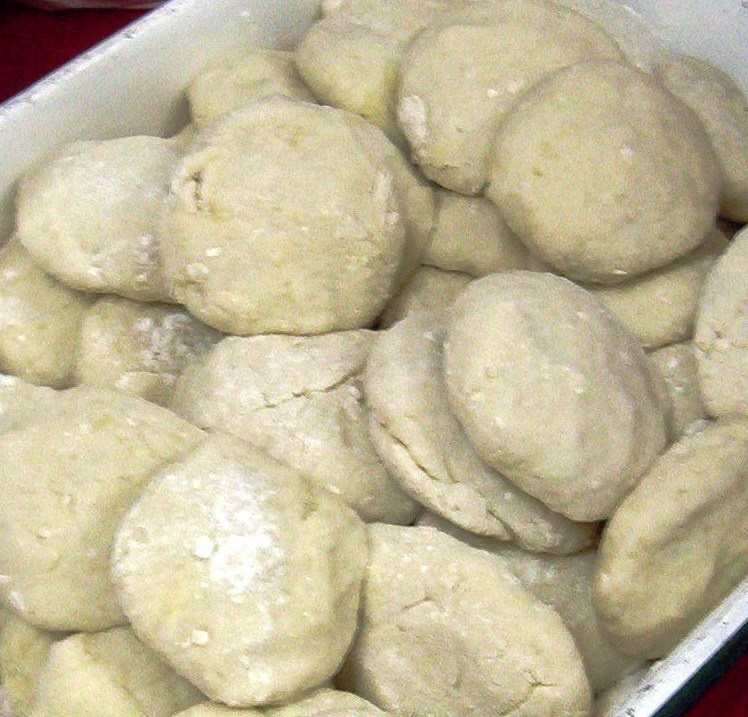
Se ponen los productos sobre las piedras.
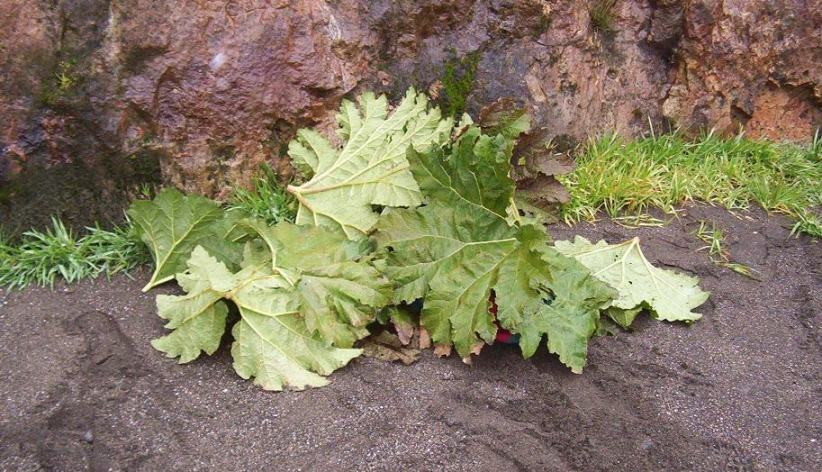
Se tapan con hojas de pangue.
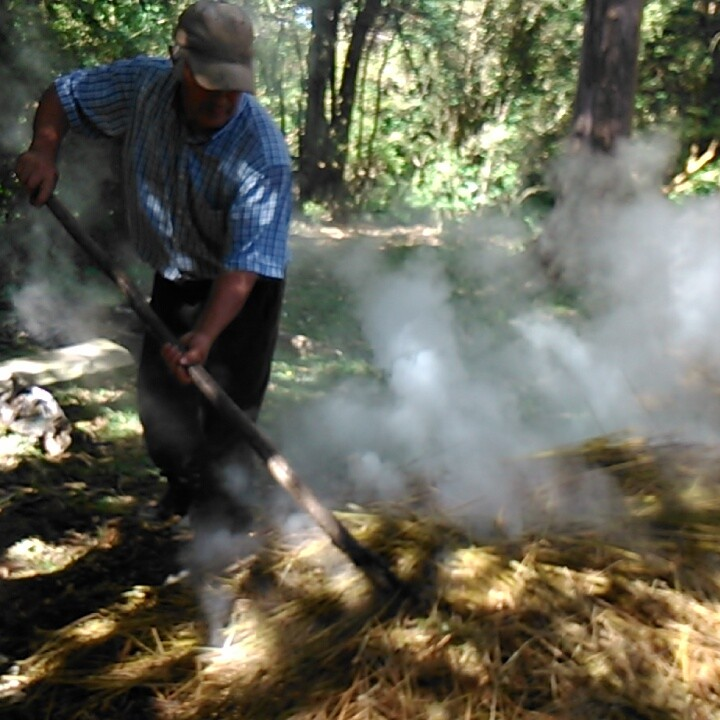
Se tapa con tierra.
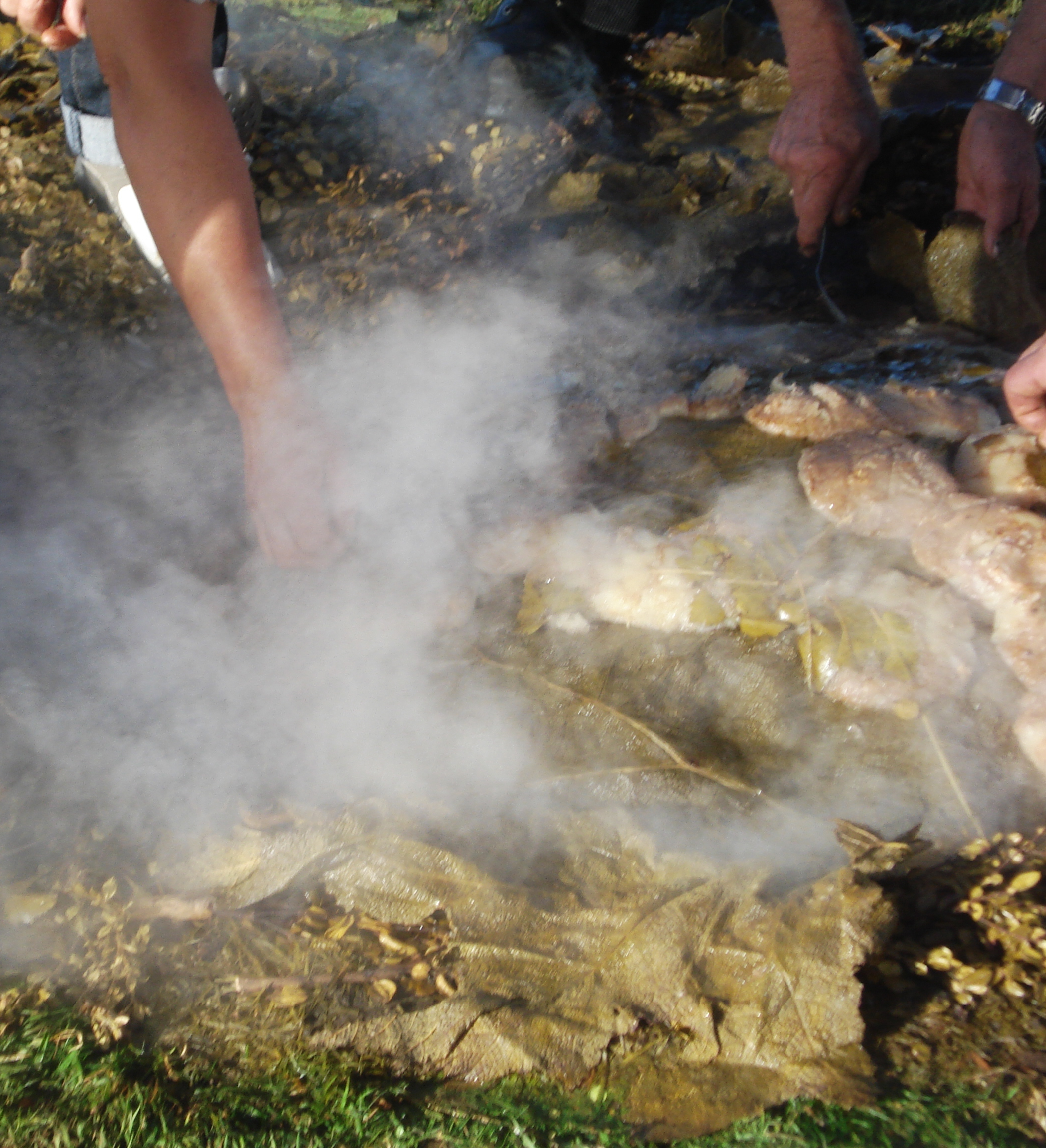
Se espera.
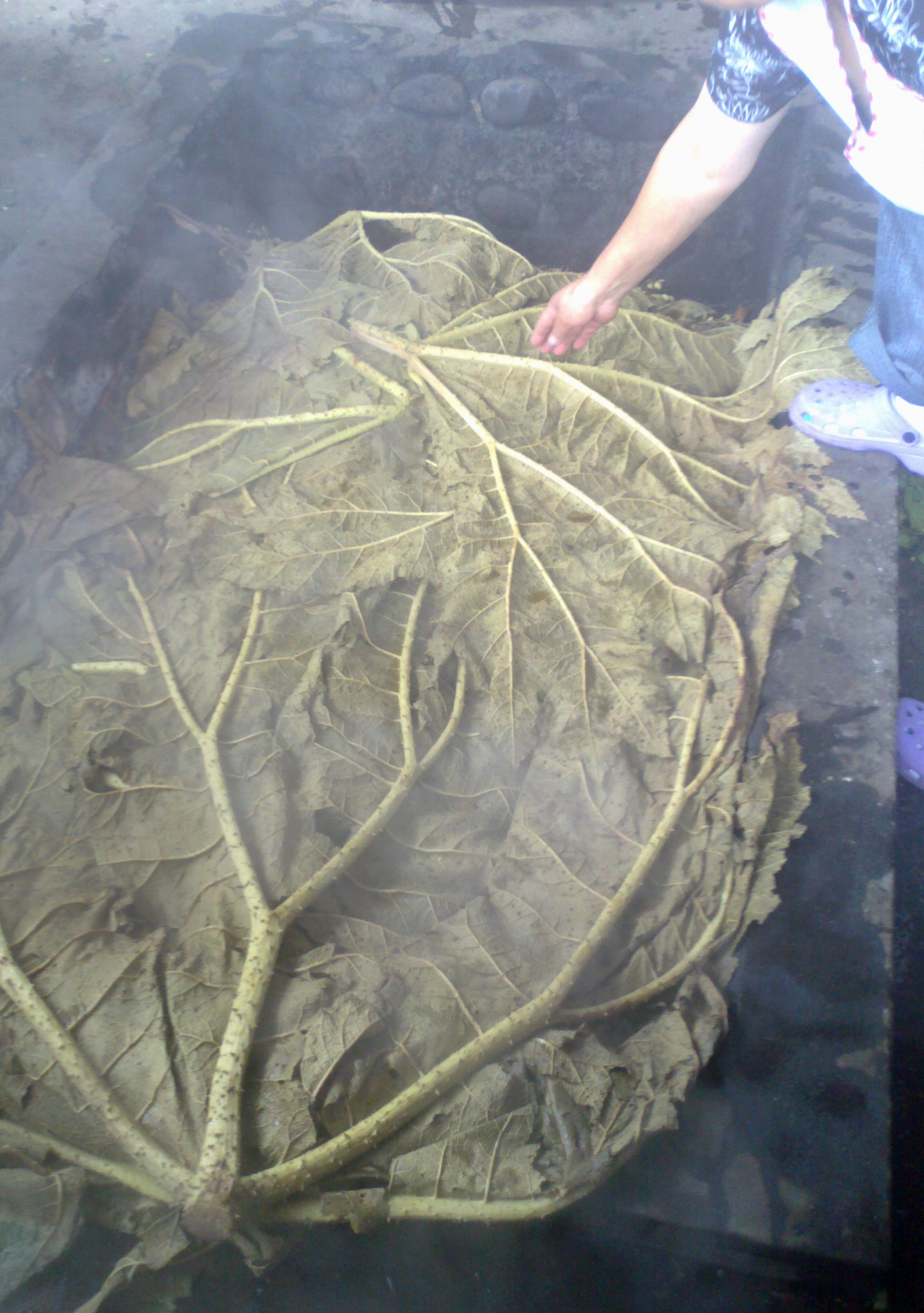
Se comienza a destapar.
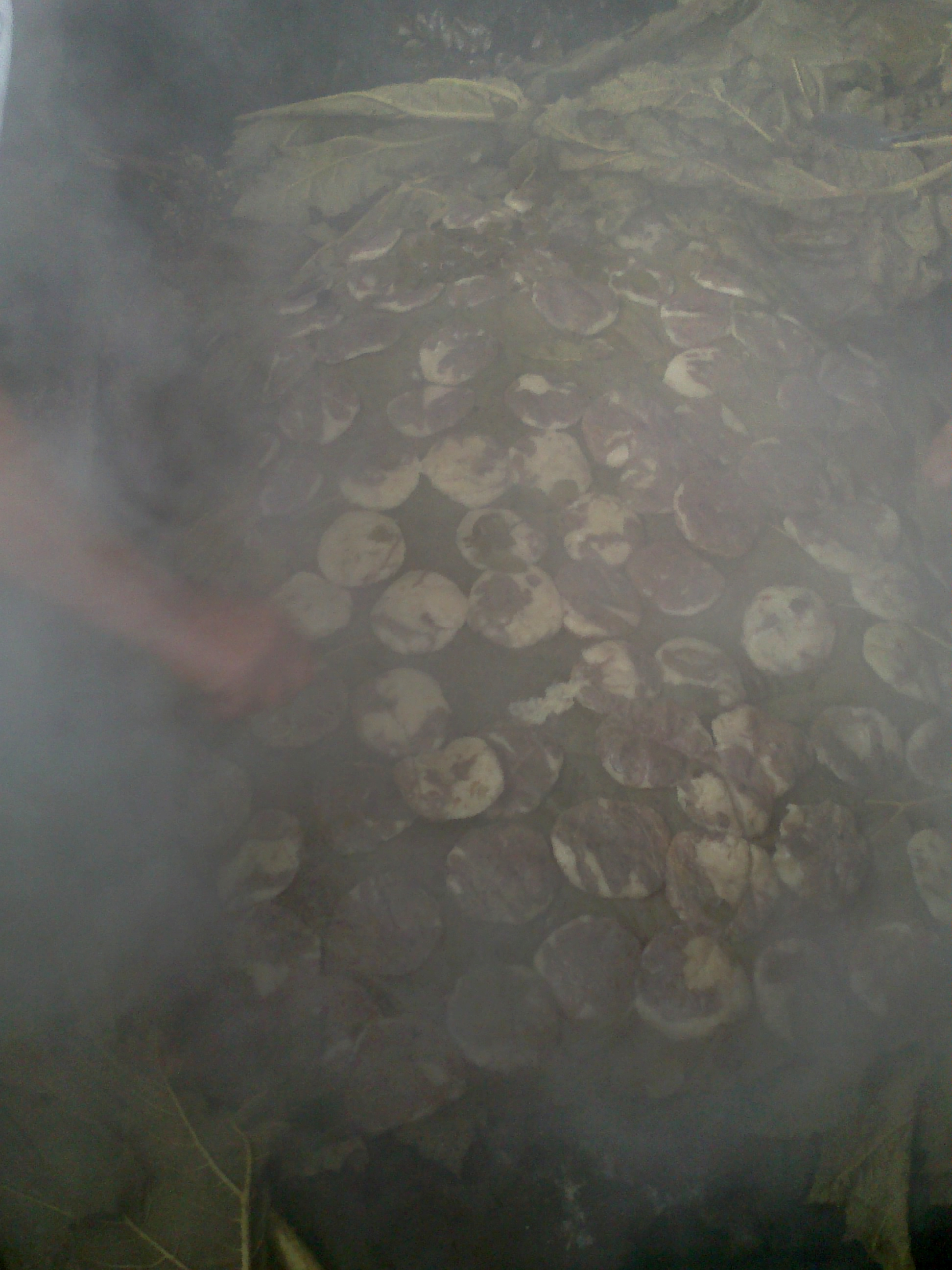
Se sacan los productos cocinados por cada capa.
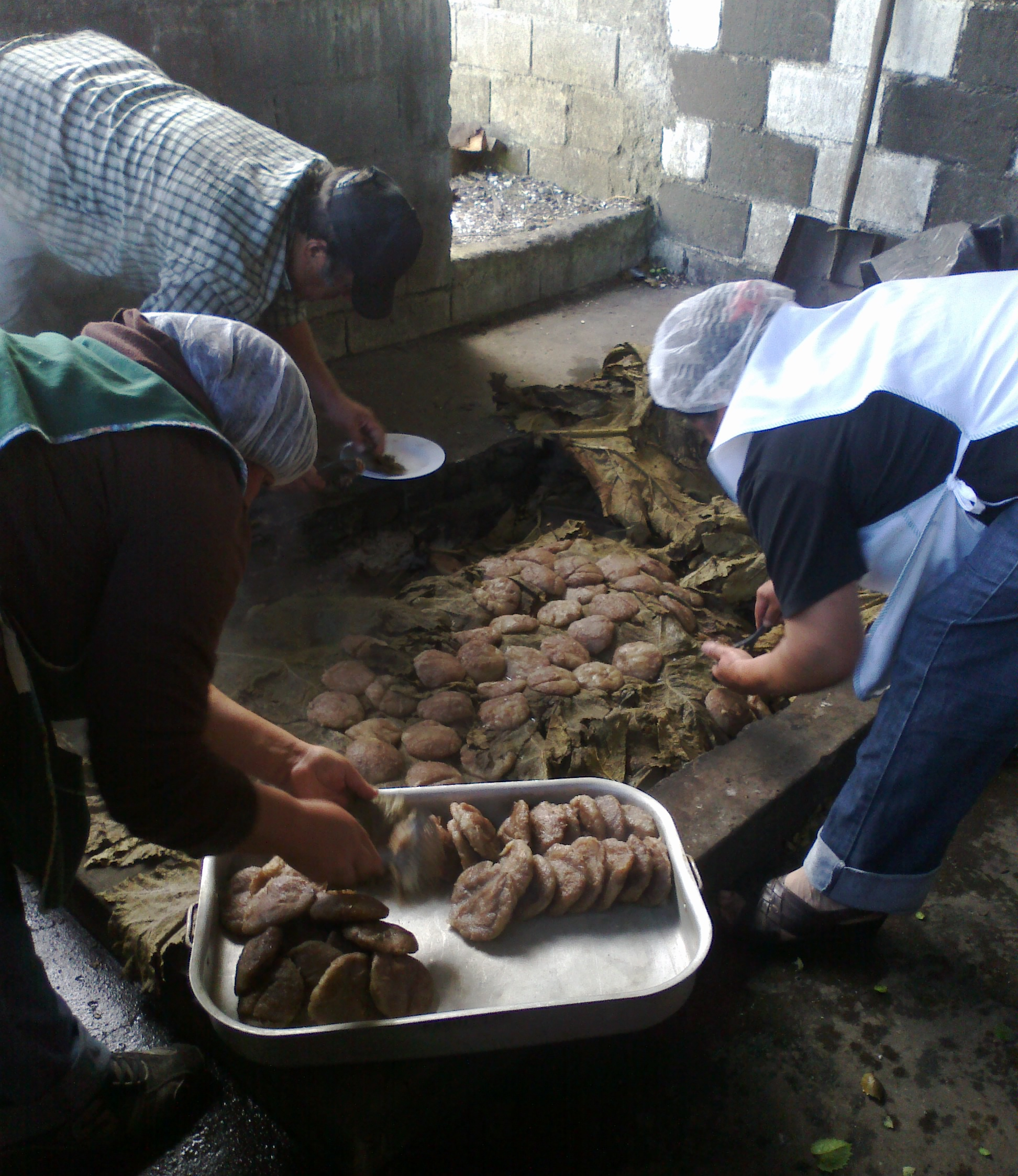
Se retira cada capa de productos.
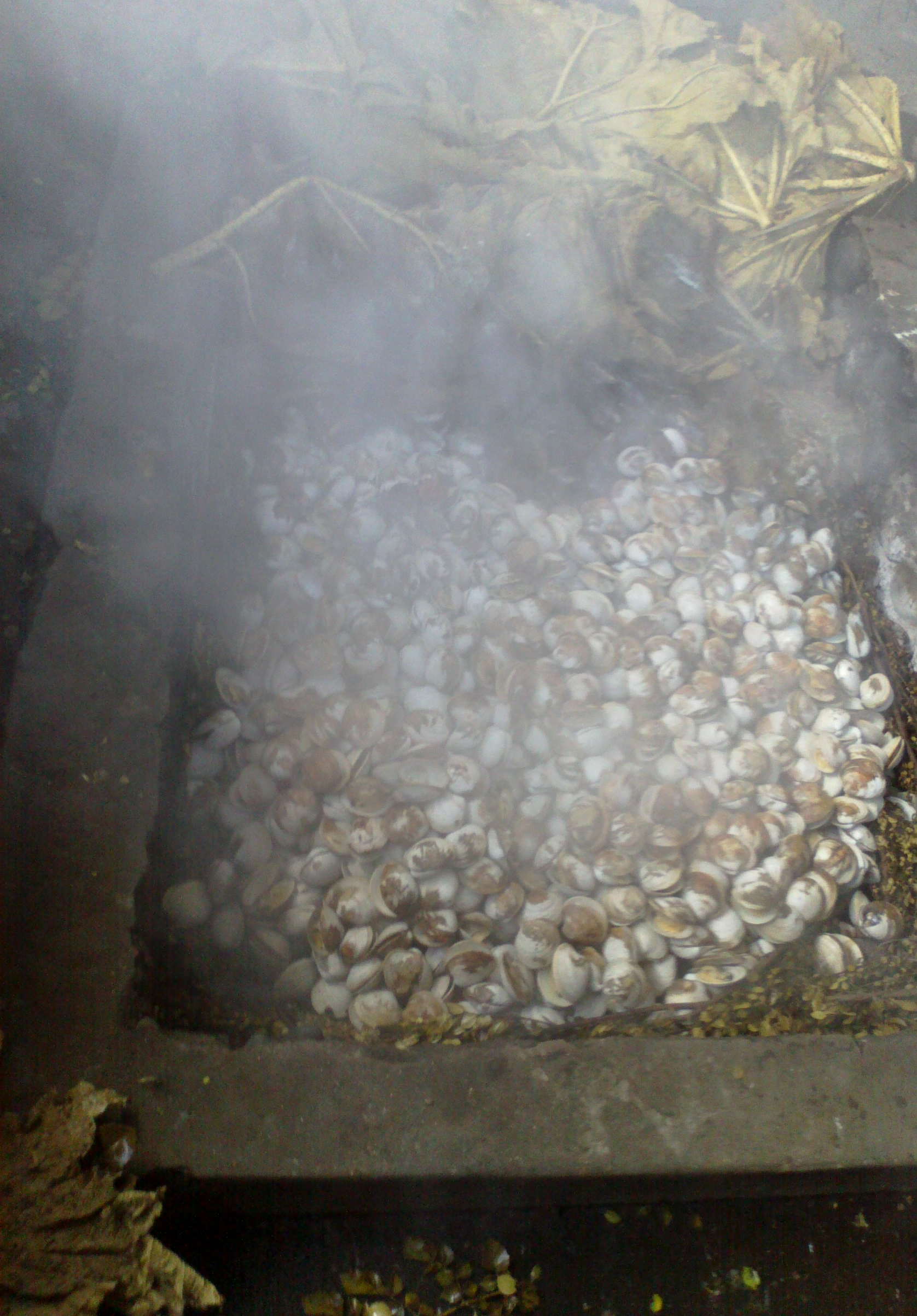
Finalmente la última capa, comúnmente de mariscos y carnes.

## Platos semejantes
En la Polinesia se preparan platos compuestos por mezclas de alimentos de diversos orígenes dentro de hoyos con piedras calientes que se asemejan a un curanto, pero difieren en el tipo de mariscos, vegetales y carnes utilizadas. Este tipo de preparación es llamado hāngi en Nueva Zelanda, kalua en Hawái y  umu pae en la Isla de Pascua. Otros platos semejantes en el proceso de cocción son la barbacoa mexicana, la cabeza guateada, del noroeste argentino, la huatia del altiplano andino y la pachamanca peruana.